# Hot Lips Page
Hot Lips Page (Oran Thaddeus Page, 27 de enero de 1908 - 4 de noviembre de 1954) fue un trompetista y vocalista estadounidense de jazz.
Nacido en Dallas, Texas, de adolescente se trasladó a Corsicana (Texas). Comenzó su carrera tocando en los circos y en el circuito de la Theater Owners Bookers Association (T.O.B.A.), con cantantes de blues como Ma Rainey, Bessie Smith e Ida Cox.
De 1928 a 1931, tocó con los Oklahoma City Blue Devils, dirigidos por el contrabajista Walter Page, para después unirse a la orquesta de Bennie Moten, por aquel entonces la banda más importante de Kansas City.
Al morirse Moten en 1935, tocó a veces con la banda de Count Basie en el Reno Club, también en Kansas City. En diciembre de 1936 se trasladó a Nueva York, y tocó con las bandas del cornetista y trompetista Louis Metcalf (1905 - 1981), con la de Bud Freeman y con la de Artie Shaw.
A mediados de los años 40, comenzó a dirigir sus propias bandas, y al final de la década hizo la primera de tres giras por Europa.